# Наука и благотворительность
«Наука и благотворительность» (исп. Ciencia y caridad) — одна из ранних работ испанского и французского художника Пабло Пикассо, написанная в 1897 году в пятнадцатилетнем возрасте на стадии обучения и под влиянием своего отца Хосе Руиса Бласко. Выполнена маслом на холсте. Принадлежит Музею Пикассо в Барселоне. Получена в дар от художника в 1970 году. Размер — 197 × 249 см.

## История
В 1896 году пятнадцатилетний Пабло Пикассо представил на Третьей выставке изобразительного искусства и художественной промыслов в Барселоне картину «Первое причастие», где она получила положительные отзывы критиков. Это побудило Хосе Руиса Бласко арендовать для сына помещение под мастерскую на Калле де ла Плата в Барселоне, чтобы Пабло смог написать свою новую картину «Наука и благотворительность». Хосе Руис проецировал свои надежды на сына. Он хотел, чтобы молодой художник сосредоточился на академической живописи и добился успеха в национальных художественных выставках, которые ежегодно проходили в Мадриде. Именно поэтому он дал сыну хорошую академическую подготовку.
Темы науки, медицины и милосердия распространялись наиболее консервативными газетами и журналами второй половины XIX века и были отражением филантропических чувств и интереса к научному прогрессу. В то же время набирало популярность международное движение Социальный реализм, которое обращало внимание общества на положение бедных. Живопись также освещала социальные проблемы. Тема больничной палаты и милосердия присутствует в работе испанского художника Энрике Патернины Гарсиа («Визит матери в больницу». 1892). В настоящее время картина находится в музее Прадо в Мадриде. «Наука и благотворительность» имеет композиционное сходство с этой работой. Возможно, она стала для молодого художника источником вдохновения.

## Описание
К созданию картины Пабло Пикассо подошёл уже технически подготовленным. Полотно внушительного размера с классической композицией. Все персонажи на нём расположились так, что внимание зрителя полностью сосредоточено на пациентке. Небольшая комната, освещение и цветовая гамма создают атмосферу интимности.
Для своей картины молодой художник нанял за 10 песет бедную женщину с ребёнком на руках, просящую милостыню на улице. Они стали моделями для пациентки и ребёнка. В роли монахини (правая сторона холста), предположительно, выступает подросток, один из друзей Пабло. Монашка держит ребёнка на руках. Он, вероятно, является сыном больной. Доктор измеряет пульс пациентки. Её правая рука имеет нарочито холодный оттенок. Доктора изображает отец художника — Хосе Руис Бласко, который в то время был постоянным натурщиком для сына. Картине предшествовали многочисленные наброски и эскизы. В музее Пикассо в Барселоне хранятся 6 эскизов к этой работе.
«Наука и благотворительность» синтезирует массовые настроения конца XIX века. Несмотря на то, что врачи считались героями на службе общества, религия вызывала большее доверие.

## Награды и поиск выхода из академизма
Художник работал над картиной в период с января по март 1897 года, а в мае представил её на Национальной выставке изобразительных искусств в Мадриде и получил за неё почётную награду. Позднее работа была показана на Провинциальной выставке в Малаге, где удостоилась Золотой медали.
Несмотря на достигнутый успех, «Наука и благотворительность» стала последней большой работой художника, написанной в академическом стиле. Пикассо уже тогда был очень критично настроен к художественной подготовке, проводимой Академией Сан-Фернандо в Мадриде. Одним из немногих уроков, которые он по-настоящему оценил в своем академическом образовании, стало рисование с натуры. Но всё же художник полностью решил отойти от правильного академического стиля. Молодой Пикассо отказался от претензий на карьеру, основанную на наградах и почестях, и стал искать выход из академизма.